# Ампуњано (Сијена)
Ампуњано је насеље у Италији у округу Сијена, региону Тоскана.
Према процени из 2011. у насељу је живело 133 становника. Насеље се налази на надморској висини од 224 м.